# Кусь (приток Нельши)
Кусь — река в Костромской области России.
Протекает преимущественно в западном направлении по территории Мантуровского и Нейского районов. Впадает в реку Нельшу в 31 км от её устья по левому берегу. Длина реки составляет 31 км, площадь водосборного бассейна — 227 км². Вдоль берегов расположены деревни Ивановское, Хмелевка, Ольховка и Домниково.

## Данные водного реестра
По данным государственного водного реестра России относится к Верхневолжскому бассейновому округу, водохозяйственный участок реки — Унжа от истока и до устья, речной подбассейн реки — Бассей притоков Волги ниже Рыбинского водохранилища до впадения Оки. Речной бассейн реки — (Верхняя) Волга до Куйбышевского водохранилища (без бассейна Оки).
Код объекта в государственном водном реестре — 08010300312110000016461.

### Притоки
(указано расстояние от устья)
- 10 км: река Юрмовка (лв)
- 16 км: река Пескушь (лв)